# ナッシュヴィル交響楽団
ナッシュヴィル交響楽団またはナッシュヴィル・シンフォニー（Nashville Symphony）は、テネシー州の州都ナッシュヴィルを本拠地とするアメリカ合衆国のオーケストラ。年間140回の公演を行っている。

## 歴史
1920年、テネシー州ナッシュビルのプロアマ問わず音楽家が集まりオーケストラを結成し、『ナッシュビル・バナー』紙の音楽評論およびヴァンダービルト大学教授であったジョージ・ポルン・ジャクソンが代表および監督に選ばれた。それ以降安定した活動を行なっていたが、約10年後に世界恐慌の煽りを受けた。1945年、ナッシュビル出身で第二次世界大戦に出兵していたウォルター・シャープが退役後帰郷し、中部テネシーに新たなシンフォニーの創立を試みた。音楽仲間の助力を得て地元有力者を説得し、1946年、ナッシュビル・シンフォニーが創立され、初代音楽監督および指揮者にはニューヨークから若い指揮者のウィリアム・ストリックランドが迎えられた。同年秋にはナッシュビルのダウンタウンにある戦争記念館にて第1回目のコンサートが開催された。ストリックランドは約5年間在任し、現在の高い演奏能力の基礎を築いた。その後1951年から1959年、ガイ・テイラー、1959年から1967年、ウィリス・ペイジ、1967年から1975年、ソア・ジョンソン、1976年から1982年、マイケル・チャリーが音楽監督に就任した。チャリーが音楽監督であった時代、コンサート会場が戦争記念館からテネシー・パフォーミング・アーツ・センター(TPAC)のジャクソン・ホールに変更になった。
1983年初頭、ケネス・スカマホンが音楽監督および首席指揮者に就任し、以後2005年4月の彼の死去まで22年にわたる長期政権を築いた。この時期に多数の録音、テレビ出演、東海岸への演奏旅行で知名度を上げ、2000年9月25日にはカーネギー・ホールでの公演も経験した。スカマホンの没後の2006年8月にはレナード・スラットキンが芸術顧問に就任し、2009年まで3年間在任した。
2006年9月、シンフォニーは1億2,350万ドルをかけて、ローラ・ターナー・コンサート・ホールを有する、オーケストラの躍進を支えたスカマホンの名を冠したスカマホン・シンフォニー・センターが完成し、楽団の新たな本拠地となった。。2006年9月9日、スラットキンは新しいホールでショスタコーヴィチ、バーバー、マーラーの曲、およびベラ・フレック、ザキール・フセイン、エドガー・マイヤーの世界共演を含む最初のコンサートを指揮した。
2007年9月、ナッシュビル・シンフォニーは2009年度よりコスタリカ人指揮者ジャンカルロ・ゲレロが5年の契約で7人目の音楽監督となることを発表した。2011年、彼の指揮によりオーケストラはASCAP賞現代音楽演奏部門を受賞した。
また、2011年シーズンより岩崎潤がコンサートマスターに就任することが発表された。

## 歴代音楽監督
- 1946 - 1951　ウィリアム・ストリックランド
- 1951 - 1959　ガイ・テイラー
- 1959 - 1967　ウィリス・ペイジ
- 1967 - 1975　ソーア・ジョンソン
- 1976 - 1982　マイケル・チャリー
- 1983 - 2005　ケネス・スカマホン
- 2006 - 2009　レナード・スラットキン（芸術顧問）
- 2009 - 現在　ジャンカルロ・ゲレーロ

## 録音
ナクソス・レーベルに多くのレコーディングがあり、2000年以降約20枚レコーディングしている。グラミー賞でのべ14部門にノミネートされ、2008年にスラットキン指揮によるアメリカの女性作曲家ジョーン・タワーの作品集『Made in America 』で最優秀オーケストラ演奏、最優秀クラシック・アルバムなど3部門を受賞した。ゲレロ指揮では、2010年、モーリス・ラヴェルの『子供と魔法(L'Enfant et les sortilèges ) 』でノミネート、2011年、マイケル・ドアティ作品集『Metropolis Symphony 』でオーケストラ部門を含む3部門を受賞し、2012年、ジョセフ・シュワントナーの『Concerto for Percussion 』でゲレロとパーカッション奏者が最優秀クラシック・インストゥルメンタル・ソロ賞を受賞し、ナッシュビル・シンフォニーは計7部門で受賞した。その他、スカマホン指揮によるヴィラ＝ロボスの『ブラジル風バッハ』全集がある。
(アルファベット順)
- アイヴズ、コープランド、ハリス他 『Abraham Lincoln Portraits, featuring works by Charles Ives, Aaron Copland, Roy Harris and others 』 (2009年)
- ビーチ 『Beach: "Gaelic" Symphony; Piano Concerto 』 (2003年)
- ベートーヴェン 『ミサ・ソレムニス/Beethoven: Missa Solemnis, Op. 123 』 (2004年)
- ベートーヴェン 『交響曲第7番/Beethoven: Symphony No. 7 』 (1996年)
- バーンスタイン 『Bernstein: Dybbuk / Fancy Free (complete ballets) (2006年)
- バーンスタイン 『ウエスト・サイド物語/Bernstein: |West Side Story: The Original Score (2002年)
- カーター 『Carter: Symphony No. 1; Piano Concerto 』 (2004年)
- チャドウィック 『Chadwick: Orchestral Works Thalia / Melpomene / Euterpe 』 (2002年)
- コリリアーノ 『Corigliano: A Dylan Thomas Trilogy 』 (2008年)
- ドアティ 『Daugherty: Metropolis Symphony; Deus ex Machina 』 (2009年)
- ガーシュウィン 『Gershwin: Porgy and Bess (Original 1935 Production Version) 』 (2006年)
- グールド 『Gould: Fall River Legend; Jekyll and Hyde Variations 』 (2005年)
- ハンソン 『Hanson: Orchestral Works, Vol. 1 』 (2000年)
- アイヴズ 『交響曲第2番/Ives: Symphony No. 2; Robert Browning Overture 』 (2000年)
- メノッティ 『Menotti: Amahl and the Night Visitors 』 (2008年)
- ムソルグスキー 『Mussorgsky: Pictures at an Exhibition (Compiled by Leonard Slatkin) 』 (2008年)
- ラヴェル 『子供と魔法; シェヘラザード/Ravel: L'Enfant et les sortilèges; Shéhérazade 』 (2009年)
- ライダーズ・イン・ザ・スカイ 『Riders in the Sky: Lassoed Live at the Schermerhorn 』 (2009年)

- タワー 『Tower: Made in America / Tambor / Concerto for Orchestra 』 (2007年)
- ヴィラ＝ロボス 『Villa-Lobos: Bachianas Brasileiras (Complete) 』 (2005年)

## 音楽教育および地域貢献
2007年4月、ナッシュビル・シンフォニーはナッシュビルおよび中部テネシーでの音楽教育促進のため、ナッシュビルのニックネーム「ミュージック・シティ」に因み「ミュージック・エジュケーション・シティ」を企画した。このプログラムは以下の6つの柱を基本にしている。
- 推進活動
- 子供のコンサート
- 音楽教育
- 家族または大人向け教育
- 能力開発
- 出張教育

2007年、ミュージック・エジュケーション・シティの一環で、ナッシュビル・シンフォニーはナッシュビル都市圏の公立学校での音楽教育の促進、サポート、補完のためにデザインされた構想である「ワン・ノート、ワン・ネイバーフッド」の創立を発表した。公立学校および地元のW.O. Smith/Nashville Community Music School と協力し、現在ナッシュビル東部のストラトフォード高等学校が中心となり、8校の学生に楽器無料貸与、W.O. Smith School での個人レッスン、練習場への送迎を含む音楽教育の幅広いサポートを行なっており、支援校数の拡大を計画している。